# Liste der Monuments historiques in Saint-Germain-des-Prés (Maine-et-Loire)
Die Liste der Monuments historiques in Saint-Germain-des-Prés (Maine-et-Loire) führt die Monuments historiques in der französischen Gemeinde Saint-Germain-des-Prés auf.

## Liste der Bauwerke
| Bezeichnung                 | Beschreibung                           | Standort | Kennzeichnung | Schutzstatus | Datum | Bild |
| --------------------------- | -------------------------------------- | -------- | ------------- | ------------ | ----- | ---- |
| Château de la Touche-Savary | Schloss, erbaut im 17./18. Jahrhundert | (Lage)   | PA00109271    | Inscrit      | 1972  |      |
| Kirche St-Germain           | Erbaut von 1846 bis 1849               | (Lage)   | PA49000068    | Inscrit      | 2007  |      |

## Liste der Objekte
- Monuments historiques (Objekte) in Saint-Germain-des-Prés (Maine-et-Loire) in der Base Palissy des französischen Kultusministeriums